# Zapadni Oti-Volta jezici
Zapadni Oti-Volta jezici,  jedna od pet užih skupina oti-voltaških jezika, nigersko-kongoanska porodica. Sastoji se od (16) jezima koji se govore u afričkim zemljama Gana, Burkina Faso i Benin. Osnovna im je podjela na sjeverozapadne, nootre i jugoistočne, to su:
a. sjeverozapadni  (9): farefare [gur], mòoré [mos], safaliba [saf], wali [wlx];
a1. Dagaari-Birifor (5): 
a. Birifor (2): malba ili malba-birifor [bfo], južni ili ganski birifor [biv];
b. Dagaari (3): dagaari dioula [dgd], južni dagaare [dga], sjeverni dagara [dgi];
b. Jugoistočni (): dagbani[dag], hanga [hag], kamara [jmr], kantosi [xkt], kusaal [kus], mampruli [maw]
c. nootre: notre [bly] (Benin)

## Vanjske poveznice
- Ethnologue (14th)
- Ethnologue (15th)